# Castillo de Maside
El castillo de Maside, castillo de Masid, o castillo de Ferreira, es una fortificación medieval situada en la parroquia de Ferreira de Pantón en el ayuntamiento lugués de Pantón, situado en la comarca de Tierra de Lemos.
Tiene la consideración de Bien de Interés Cultural por decreto de 1949, ratificado en normativa posterior.

## Historia
Es un ejemplo de la arquitectura feudal del siglo XI, restaurado en el siglo XIX por Joaquín Arias Sanjurjo. La fortaleza de Ferreira fue morada del caudillo irmandiño Diego de Lemos, fallecido en 1492 y enterrado en el Monasterio de Santa María de Ferreira de Pantón.

## Descripción
Ejemplo de arquitectura defensiva medieval con un palacio apoyado y una torre del homenaje cuadrada, con puertas de entrada y un escudo. En la fachada destaca una ventana, de estilo plateresco, enmarcada por dos columnas apoyadas en un pedestal labrado y coronado por un tímpano semicircular en forma de venera.